# Porta Nigra (Trier)

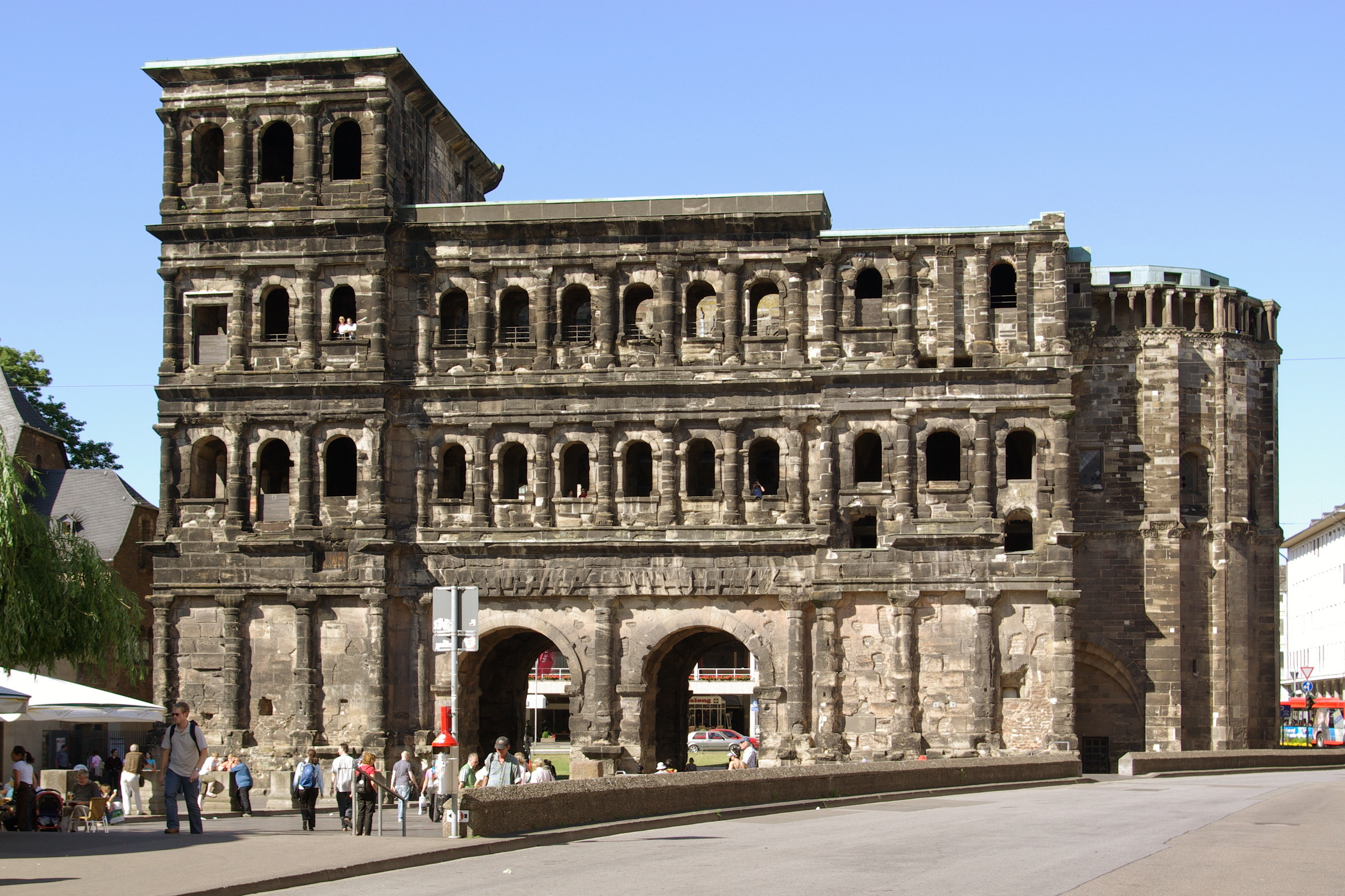
A Porta Nigra külső része

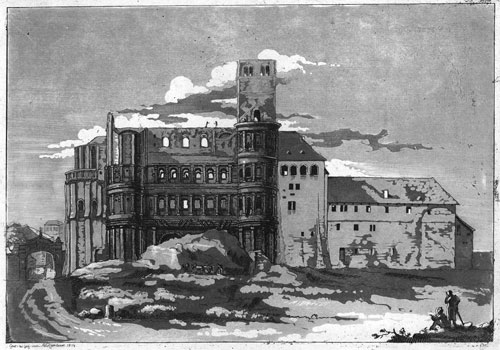
A Porta Nigra a Simeonkapuval, 1814

A Porta Nigra (a. m. fekete kapu) Trier város egykori római kapuja, a város jelképe, 1986 óta a világörökség része. Elnevezése a középkorból származik, másik neve Porta Martis, azaz Mars kapuja volt. A helybéliek egyszerűen csak Porta névvel jelölik.

## Építése
A kaput Kr. u. 180 körül építették az akkor Augusta Treverorumnak nevezett Trier városának északi bejárataként. A középkorban kialakult neve, a Porta Nigra, az időjárás viszontagságaiban elszíneződött homokkőre utal.  Mindkét név, a Porta Nigra, illetve a  Porta Martis első ízben egy 12. századi műben, a Gesta Treverorumban jelent meg. A megfelelő szakasz fordítása így hangzik: „Ők (a trieriek) a Mars-kaput Marsról nevezték el, akit a háború istenének tekintettek; amikor hadba vonultak, ezen a kapun meneteltek kifelé. Fekete kapu lett azonban a neve a gyász miatt, amellyel a csatamezőről visszatértükben áthaladtak alatta.”
Alaposabb szemrevételezésnél a kapu kövein bevésett jelek látszanak, amelyek közül egyesek fejjel lefelé állnak. Ha elfogadjuk az észszerű feltételezést, hogy ezek a kőfaragók jelei lehettek, ezek segítségével rekonstruálható a kapu építése. Ebben az összefüggésben a legértékesebb leletek a nyugati toronyban találhatók, ahol ezek a jelek dátumot is tartalmaznak. Sajnos azonban az év nincs megadva, így a Porta Nigra korát ezen a módon nem lehet meghatározni. A jelekből azonban jól becsülhető a kapu építésének időtartama, mivel itt több egymásra helyezett kőtömbön is van jelölés. Ha ezeket az időadatokat kivetítjük az építmény egészére, figyelembe véve az építkezés észszerű szakaszolását és kihagyva a telet (mint ami alkalmatlan az építkezésre), akkor a Porta Nigra építési ideje kettő és négy év között lehetett.
A kapu azonban véglegesen soha nem készült el. Például az ajtók sarokvasához a nyílásokat már előre elkészítették, de a kapu tengelyében a tömbök még mindig nincsenek készre faragva, így záródó ajtót soha nem lehetett beépíteni.
A Porta a gyakorlatlan szemlélőre is befejezetlen benyomást tesz, például a kifelé néző homlokzaton az előre odakészített lizenák teljesen megmunkálatlan állapotban maradtak. A lyukak, amelyeket középkori fémtolvajok hagytak maguk után, amikor az építkezésnél használt vaskapcsokat és ólomöntvényeket kitörték, csak erősítik ezt a benyomást.
A város északi felén álló Porta Nigra mellett a városnak további kapujai is voltak: Porta Alba (fehér kapu) keleten, Porta Media (középső kapu) délen, illetve a Porta Inclyta (híres kapu) a Mosel hídja felé.

## Középkor
Trieri Simeon görög szerzetes 1028 után költözött az épületbe, feltehetően befalaztatta magát. 1035-ben bekövetkezett halála után a földszinten temették el és szentté nyilvánították. Az ő tiszteletére épült a Simeon-káptalan és a kaput is templomként használták. Ehhez két egymáson fekvő templomcsarnokot építettek, amelyekből egy apszis ma is látható.
A Porta Nigra tulajdonképpeni városkapuját betömték és egy külső lépcsőn át közvetlenül a mai első emeletre lehetett jutni. A városkapu funkciót a Simeonkapu vette át, amelyet a Porta Nigra keleti oldalához toldtak. Ezt a Portához képest kisméretű kaput az 1389-ben épített erődített torony, az úgynevezett Ramsdonkturm védte.

## Újkor
1802-ben I. Napóleon megszüntette a templomot és a káptalant, és 1804 októberében tett látogatásakor elrendelte az egyházi toldalékok lebontását oly módon, hogy csak a római kapu maradjon. Ez 1804 és 1809 között meg is történt.
1979. szeptember 11-én a Porta Nigrát jelképesen elfoglalták az atomenergia ellen tiltakozók.
1940-ben a Porta Nigra első ízben szerepelt a Német Birodalom bélyegén. 1947 és 1948-ban is adtak ki bélyeget, ahol a Porta Nigra Rajna–Pfalz motívumaként szerepelt. 1984-ben a Német Szövetségi Posta különkiadású emlékbélyeget bocsátott ki Trier 2000. évfordulójára.

2017-ben olyan 2 eurósokat bocsátottak ki, amelyen a Porta Nigra Rajna-Pfalz tartomány szimbólumaként jelent meg.

## Fordítás
- Ez a szócikk részben vagy egészben  a   Porta Nigra című német Wikipédia-szócikk ezen változatának fordításán alapul.  Az eredeti cikk szerkesztőit annak laptörténete sorolja fel. Ez a jelzés csupán a megfogalmazás eredetét és a szerzői jogokat jelzi, nem szolgál a cikkben szereplő információk forrásmegjelöléseként.